# Ilona Jurševska
Ilona Jurševska (ur. 20 sierpnia 1970 w Līvāni) – łotewska polityk, w latach 2010–2011 minister zabezpieczenia społecznego, posłanka na Sejm XI kadencji.

## Życiorys
W latach 1985–1989 kształciła się w ryskiej szkole pedagogicznej, gdzie uzyskała uprawnienia do nauczania w klasach początkowych. W latach 1990–1996 studiowała w wyższej szkole pedagogicznej w Lipawie. W 2007 uzyskała magisterium na uczelni biznesowej Biznesa augstskola „Turība”.
W latach 1998–2004 zatrudniona w urzędzie gminy Kandava jako koordynator współpracy międzynarodowej oraz dyrektor kancelarii. Od 2004 do 2008 pracowała w państwowym urzędzie zatrudnienia (NVA) podległym Ministerstwu Zabezpieczenia Społecznego. W latach 2008–2010 była dyrektorem departamentu komunikacji w tymże ministerstwie. 3 listopada 2010 została ministrem zabezpieczenia społecznego w drugim rządzie Valdisa Dombrovskisa. Funkcję pełniła do 25 października 2011.
Została działaczką Łotewskiego Związku Rolników, z ramienia tego ugrupowania ubiegała się o mandat radnej w wyborach w 2009, a następnie o mandat poselski w wyborach w 2010. W październiku 2011 została posłanką na Sejm Republiki Łotewskiej. Mandat pełniła do marca 2012, gdy do jego wykonywania powróciła Dana Reizniece-Ozola. Od stycznia do czerwca 2013 ponownie zasiadała w Sejmie XI kadencji.